# Chelonus exilis
Chelonus exilis är en stekelart som beskrevs av Marshall 1885. Chelonus exilis ingår i släktet Chelonus och familjen bracksteklar. Inga underarter finns listade i Catalogue of Life.